# Associazione Calcio Riunite Messina 1980-1981
Questa pagina raccoglie le informazioni riguardanti l 'Associazione Calcio Riunite Messina nelle competizioni ufficiali della stagione 1980-1981.

## Risultati

### Campionato

#### Girone di andata
| 28 settembre 1980 1ª giornata | Messina | 3 – 1 | Campania |  |

| 19 ottobre 1980 2ª giornata | Potenza | 1 – 0 | Messina |  |

| 9 novembre 1980 3ª giornata | Marsala | 2 – 1 | Messina |  |

| 30 novembre 1980 4ª giornata | Messina | 1 – 0 | Savoia |  |

| 21 dicembre 1980 5ª giornata | Barletta | 1 – 1 | Messina |  |

| 18 gennaio 1981 6ª giornata | Sorrento | 2 – 1 | Messina |  |

| 5 ottobre 1980 7ª giornata | Palmese | 0 – 0 | Messina |  |

| 26 ottobre 1980 8ª giornata | Messina | 1 – 0 | Alcamo |  |

| 16 novembre 1980 9ª giornata | Messina | 0 – 1 | Squinzano |  |

| 7 dicembre 1980 10ª giornata | Frattese | 0 – 0 | Messina |  |

| 4 gennaio 1981 11ª giornata | Martina | 0 – 0 | Messina |  |

| 25 gennaio 1981 12ª giornata | Messina | 0 – 1 | Brindisi |  |

| 12 ottobre 1980 13ª giornata | Messina | 0 – 1 | Virtus Casarano |  |

| 2 novembre 1980 14ª giornata | Messina | 1 – 0 | Ragusa |  |

| 23 novembre 1980 15ª giornata | Nuova Igea | 2 – 2 | Messina |  |

| 14 dicembre 1980 16ª giornata | Messina | 2 – 2 | Monopoli |  |

| 11 gennaio 1981 17ª giornata | Messina | 1 – 0 | Juventus Stabia |  |

#### Girone di ritorno
| 1º febbraio 1981 18ª giornata | Campania | 1 – 1 | Messina |  |

| 22 febbraio 1981 19ª giornata | Messina | 0 – 0 | Potenza |  |

| 15 marzo 1981 20ª giornata | Messina | 1 – 0 | Marsala |  |

| 12 aprile 1981 21ª giornata | Savoia | 1 – 0 | Messina |  |

| 10 maggio 1981 22ª giornata | Messina | 3 – 2 | Barletta |  |

| 31 maggio 1981 23ª giornata | Messina | 1 – 0 | Sorrento |  |

| 8 febbraio 1981 24ª giornata | Messina | 1 – 0 | Palmese |  |

| 1º marzo 1981 25ª giornata | Alcamo | 0 – 0 | Messina |  |

| 29 marzo 1980 26ª giornata | Squinzano | 1 – 0 | Messina |  |

| 26 aprile 1981 27ª giornata | Messina | 0 – 0 | Frattese |  |

| 17 maggio 1981 28ª giornata | Messina | 1 – 1 | Martina |  |

| 7 giugno 1981 29ª giornata | Brindisi | 1 – 1 | Messina |  |

| 15 febbraio 1981 30ª giornata | Virtus Casarano | 1 – 0 | Messina |  |

| 7 marzo 1981 31ª giornata | Ragusa | 2 – 1 | Messina |  |

| 5 aprile 1981 32ª giornata | Messina | 1 – 0 | Nuova Igea |  |

| 3 maggio 1981 33ª giornata | Monopoli | 2 – 0 | Messina |  |

| 24 maggio 1981 34ª giornata | Juventus Stabia | 4 – 1 | Messina |  |